# Zynodes strigerella
Zynodes strigerella är en fjärilsart som beskrevs av George Francis Hampson 1903. Zynodes strigerella ingår i släktet Zynodes och familjen mott. Inga underarter finns listade i Catalogue of Life.